# Xanthorhoe centroneura
Xanthorhoe centroneura är en fjärilsart som beskrevs av Edward Meyrick 1891. Xanthorhoe centroneura ingår i släktet Xanthorhoe och familjen mätare. Inga underarter finns listade i Catalogue of Life.